# تپه بزرگ احمدآباد
تپه بزرگ احمدآباد مربوط به دوران‌های تاریخی پس از اسلام است و در شهرستان تفرش، بخش فراهان، روستای نظام آباد واقع شده و این اثر در تاریخ ۹ اردیبهشت ۱۳۸۲ با شمارهٔ ثبت ۸۶۰۴ به‌عنوان یکی از آثار ملی ایران به ثبت رسیده است.